# Una boda de locos
Una boda de locos (título original: Wedding Band) es una película estadounidense de comedia de 1989, dirigida por Daniel Raskov, escrita por Tino Insana, musicalizada por Steve Hunter, en la fotografía estuvo Christian Sebaldt y los protagonistas son William Katt, Joyce Hyser y Tino Insana, entre otros. El filme fue realizado por IRS Media.

## Sinopsis
Marshall es un cantante de bodas, tiene en su repertorio decenas de canciones y le encanta lo que hace. Karla es una organizadora de bodas que lo ama, pero quiere que madure y este con ella. Él no quiere, entonces ella pone fin a la relación. Luego, él quiere volver y pretende recuperarla.